# Cerithium atratum
Cerithium atratum (denominada, em inglês, Florida cerith ou dark cerith) é uma espécie de molusco gastrópode marinho do oeste do oceano Atlântico, pertencente à família Cerithiidae. Foi classificada por Born, em 1778, e nomeada Murex atratus (no gênero Murex).

## Descrição da concha e hábitos
Concha de coloração cinzenta ou creme, com pouco mais de 3 até 5 centímetros de comprimento, quando desenvolvida, com 10 a 13 voltas, esculpida com linhas espirais granuladas e calosas por toda a sua superfície. Columela dotada de um calo.
É encontrada em águas rasas, principalmente em áreas de costões, na areia e em fundos lodosos e de algas marinhas, e também em manguezais, da zona entremarés até quase os 100 metros. Os animais da família Cerithiidae se alimentam de substâncias vegetais (detritos e diatomáceas).

## Distribuição geográfica
Cerithium atratum ocorre da Carolina do Norte à Flórida, Bahamas, Antilhas, Golfo do México, Texas, leste da Colômbia, Venezuela e Brasil (do Maranhão até Santa Catarina, incluindo Fernando de Noronha e Martim Vaz). Esta espécie pode ser encontrada nos sambaquis brasileiros, tendo importância arqueológica desconhecida.